# China Life Insurance
China Life Insurance Company Limited, förenklade kinesiska tecken: 中国人寿保险股份有限公司, traditionella kinesiska tecken: 中國人壽保險股份有限公司, pinyin: Zhōngguó rénshòu bǎoxiǎn gǔfèn yǒuxiàn gōngsī, är ett kinesiskt statligt försäkringsbolag som är specialiserad på att sälja livförsäkringar till privat- och företagskunder. De rankades 2015 som världens 37:e största publika bolag och Kinas näst största försäkringsbolag.
För 2015 års bokslut hade de en omsättning på nästan ¥508 miljarder och en personalstyrka på 98 823 anställda med ytterligare 979 000 oberoende försäkringsmedlare av sina livförsäkringar. Deras huvudkontoret ligger i huvudstaden Peking.